# Geniates verticalis
Geniates verticalis är en skalbaggsart som beskrevs av Hermann Burmeister 1844. Geniates verticalis ingår i släktet Geniates och familjen Rutelidae. Inga underarter finns listade i Catalogue of Life.